# حکاک مرغزی
حَکّاکِ مَرغزی یا حکاک مروزی شاعر ایرانی در نیمه دوم سده چهارم هجری است. شعرهایش بیشتر در قالب هزل بودند و از این رو لقب حکّاک یافت.

## نمونه شعر
نمونه‌ای از هزل او در زیر می‌آید:
| گر بخواهی که تو را پنبه بفخمند همی |  | من ببایم که یکی فلخم دارم کاری |